# Jedwabne
Jedwabne là một thị trấn thuộc huyện Łomżyński, tỉnh Podlaskie ở đông-bắc Ba Lan. Thị trấn có diện tích 11 km². Đến ngày 1 tháng 1 năm 2011, dân số của thị trấn là 1924 người và mật độ 168 người/km².